# 644
644 (DCXLIV) fue un año bisiesto comenzado en jueves del calendario juliano, en vigor en aquella fecha.

## Acontecimientos
- La dinastía Tang, de China, invade Goguryeo.

## Nacimientos
- K'inich K'an Joy Chitam II, gobernante maya.

## Fallecimientos
- Omar, segundo califa ortodoxo del islam, muere asesinado.